# Угандийская биржа ценных бумаг
Угандийская биржа ценных бумаг — главная фондовая биржа страны в Кампале, Уганда. Была основана в июне 1997 года. В настоящее время на бирже торгуются акции 8 восточно-африканских компаний.
Биржа открылась для торгов в январе 1998 года. В то время на бирже был только один листинг — облигации, выпущенные Восточноафриканским банком развития. Торговля была ограничена лишь несколькими сделками в неделю.
Биржа является членом Ассоциации африканских фондовых бирж.
USE работает в тесном сотрудничестве с Дар-эс-Саламской фондовой биржей в Танзании, Фондовой биржей Руанды и Найробийской фондовой биржей в Кении. Согласно опубликованным отчётам в 2013 году, планировалось объединить четыре биржи в единую восточноафриканскую биржу.